# Raïon de Bohodoukhiv
Le raïon de Bohodoukhiv (en ukrainien : Богодухівський район) est un raïon situé dans l'oblast de Kharkiv en Ukraine. Son chef-lieu est Bohodoukhiv.
Avec le réforme administrative de 2020, le raïon a absorbé ceux de Kolomak, Zolochiv, Valky, Krasnokutsk. 

## Lieux d'intérêt
Le Parc national de l'Ukraine slobodienne.

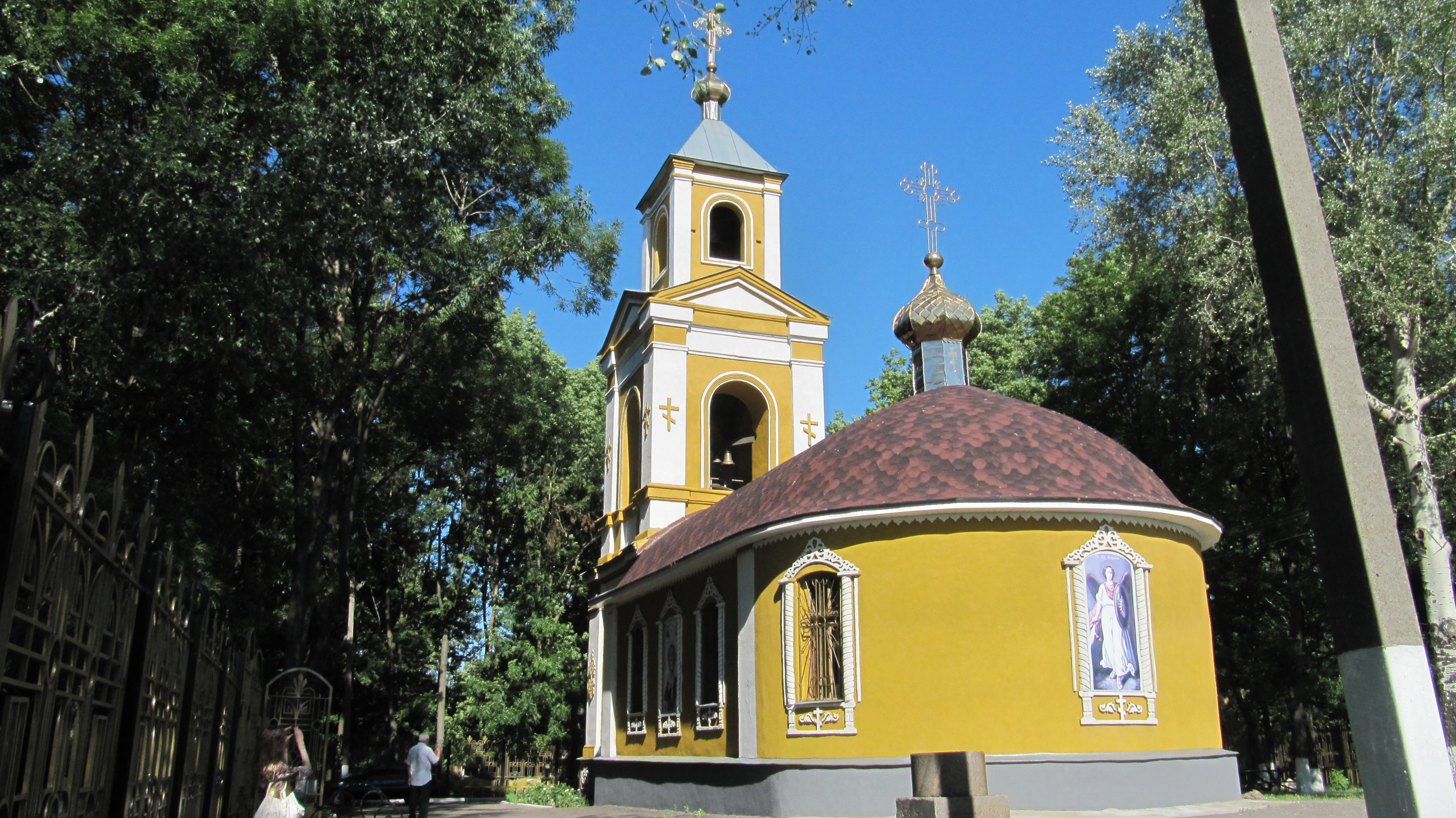
Église st-Nicolas, classée[1],
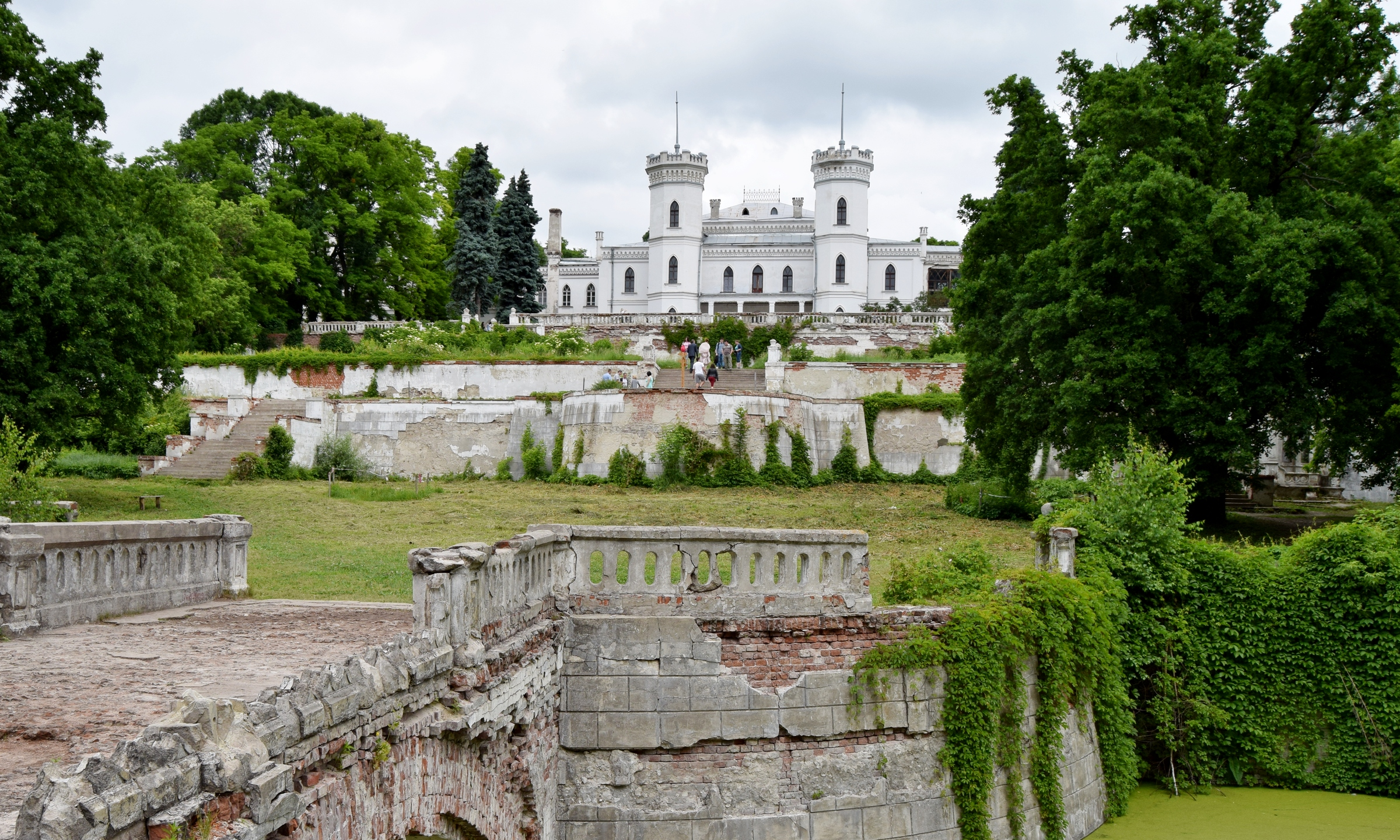
le Château de Charovka, classé[2] et son parc, classé[3] ;
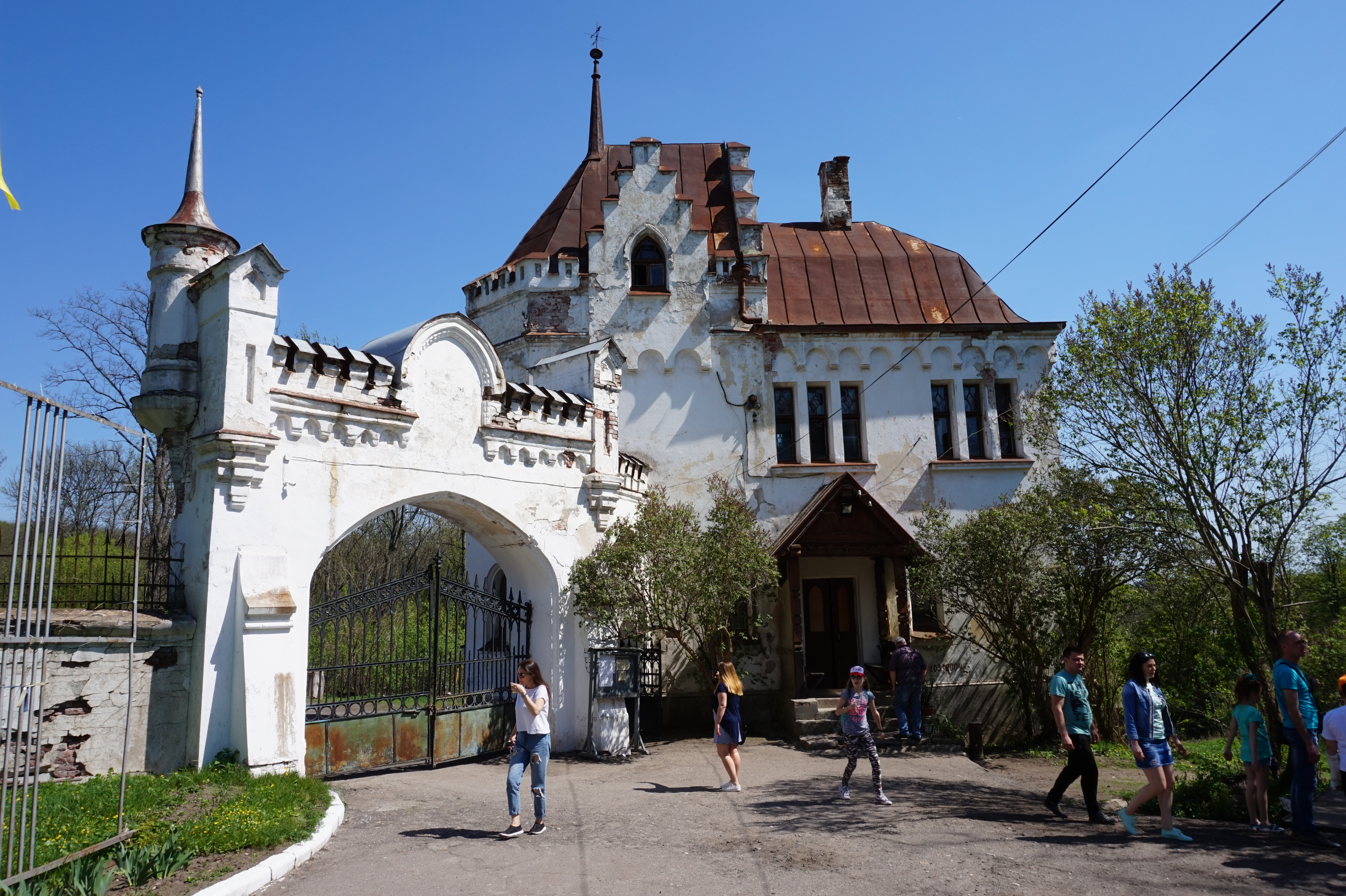
le château Vidinok, classé[4],
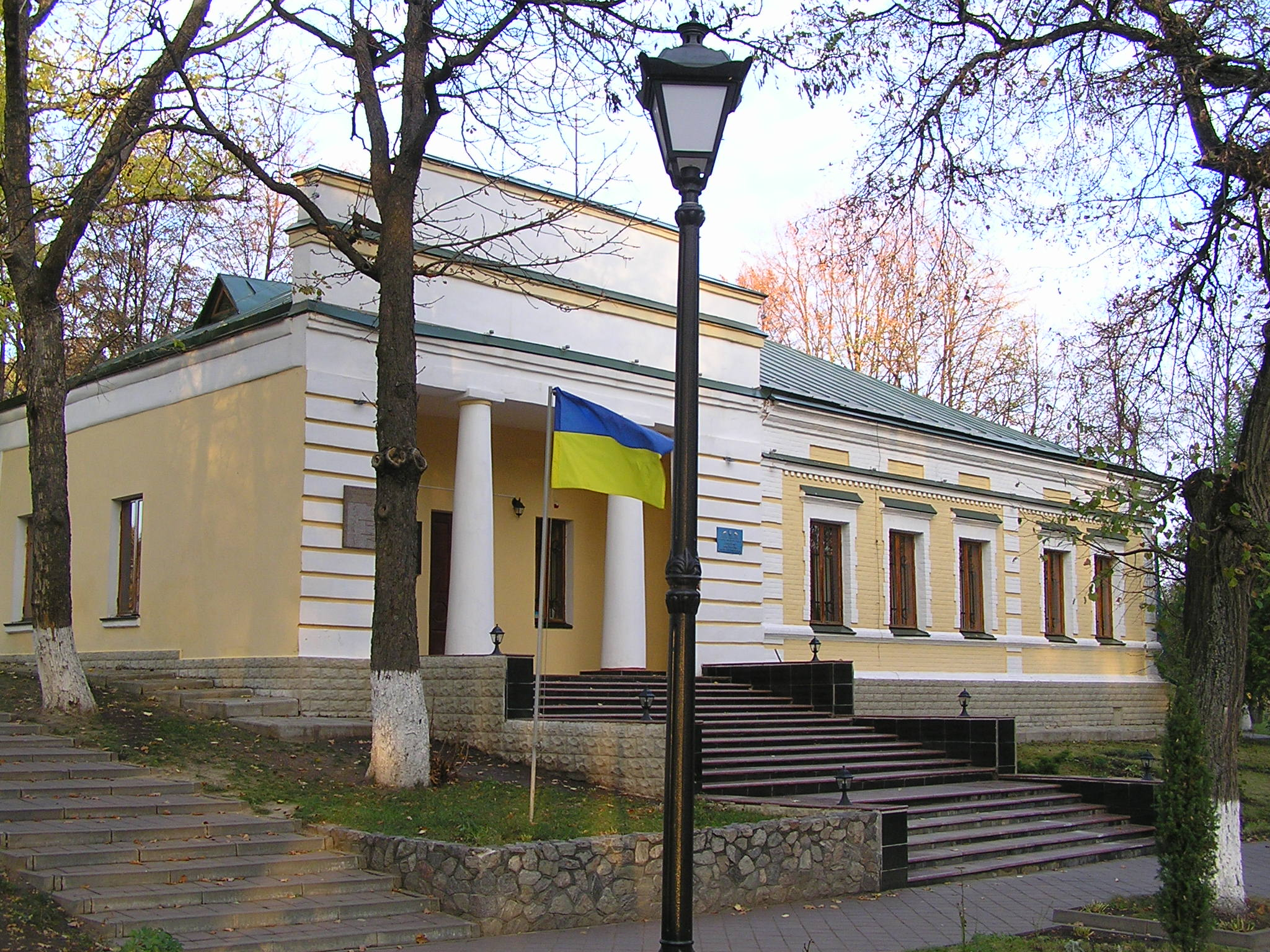
le musée de Grigori Skovoroda, classé[5],
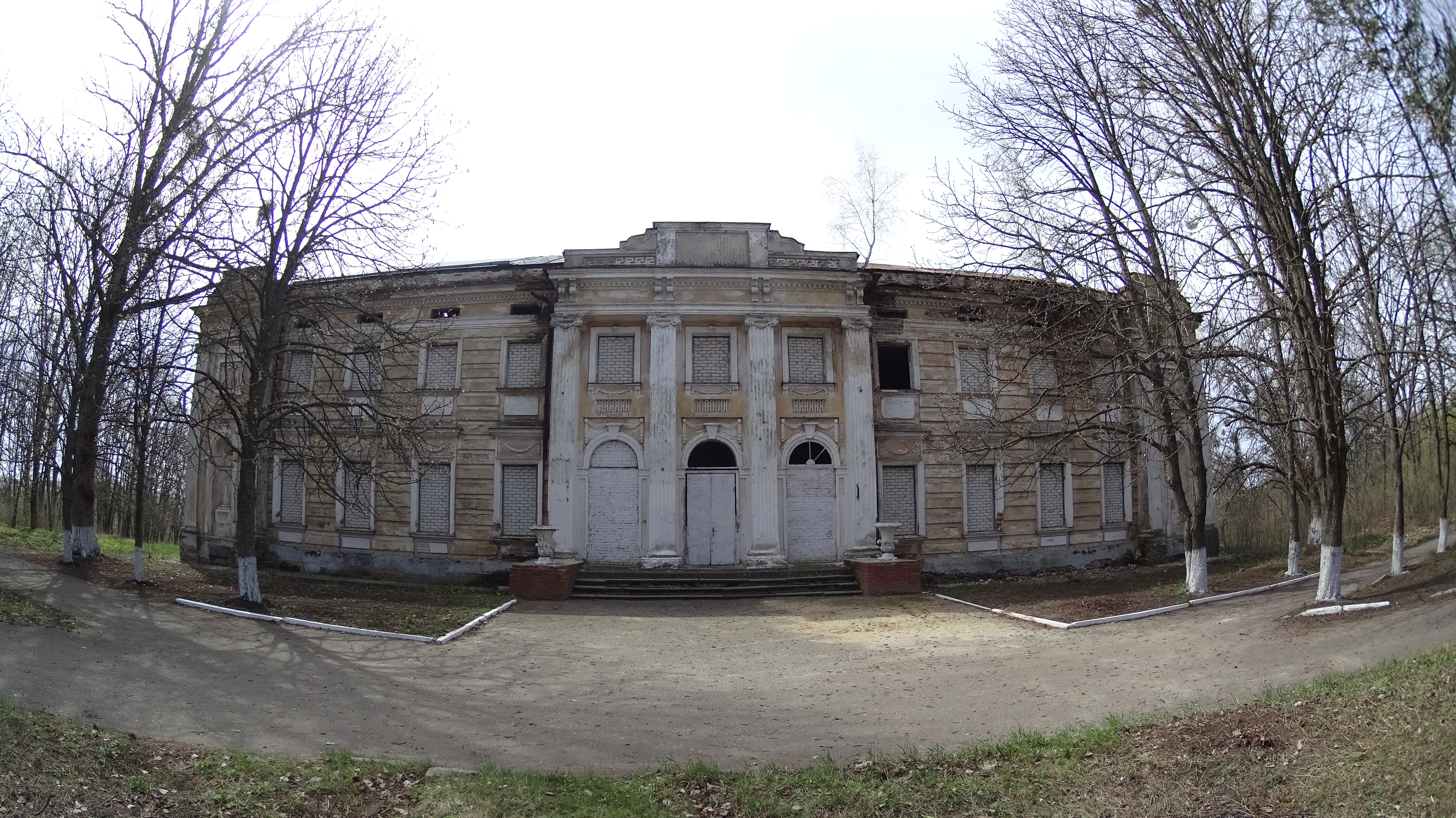
le palais des Chidlovsky, classée[6].